# إدوين بيلانجر
إدوين بيلانجر هو موزع كندي، ولد في 18 نوفمبر 1910 في مونتماغني في كندا، وتوفي في 14 يناير 2005 في مدينة كيبك في كندا.

## وصلات خارجية
- إدوين بيلانجر على موقع ميوزك برينز (الإنجليزية)
- إدوين بيلانجر على موقع ديسكوغز (الإنجليزية)